# Rhinolophus cornutus
Rhinolophus cornutus (Temminck, 1834) è un pipistrello della famiglia dei Rinolofidi endemico del Giappone e delle Isole Ryukyu.

## Descrizione

### Dimensioni
Pipistrello di piccole dimensioni, con la lunghezza della testa e del corpo tra 37 e 44 mm, la lunghezza dell'avambraccio tra 38 e 39,5 mm, la lunghezza della coda tra 17 e 27 mm, la lunghezza del piede tra 8 e 10,5 mm, la lunghezza delle orecchie tra 17,5 e 18,5 mm.

### Aspetto
La pelliccia è lanosa e lucida. Le parti dorsali sono bruno-grigiastre con la base dei peli marrone chiara mentre le parti ventrali sono più chiare. Le orecchie sono di lunghezza media. La foglia nasale presenta una lancetta astata con i bordi concavi, un processo connettivo che varia nel profilo da un aspetto triangolare a quello di un corno, una sella stretta al centro e con l'estremità arrotondata. La porzione anteriore è larga. Il labbro inferiore ha tre solchi longitudinali. La coda è lunga ed inclusa completamente nell'ampio uropatagio. Il primo premolare superiore è ben sviluppato e situato lungo la linea alveolare.

## Biologia

### Alimentazione
Si nutre di insetti.

## Distribuzione e habitat
Questa specie è diffusa nell'arcipelago giapponese e nelle Isole Ryukyu.

## Tassonomia
Sono state riconosciute 5 sottospecie:
- R. c. cornutus: Hokkaidō, Kyūshū, Honshū, Shikoku, Sado, Miyake, Mikura, Hachijō, Tsushima, Iki, Fukue;
- R. c. miyakonis (Kuroda, 1924): Miyakojima;
- R. c. orii (Kuroda, 1924): Amami-oshima, Kakeroma, Okinoerabu e Tokunoshima.
- R. c. perditus (Andersen, 1918): Ishigaki;
- R. c. pumilus (Andersen, 1905): Okinawa.

## Conservazione
La IUCN considera questa specie un sinonimo di Rhinolophus pusillus.